# 乌龙院爆笑漫画
《乌龙院爆笑漫画》是乌龙院的系列漫画之一。共10辑和全14册
。故事背景延续《乌龙院四格漫画》，但情节更复杂，北方妇女儿童出版社于2004年5月出版。